# Бытовые отряды
Бытовы́е отря́ды — комсомольско-молодёжная организация, созданная для оказания помощи жителям Ленинграда во время блокады 1941—1944 годов.

## История
Первый комсомольско-молодёжный бытовой отряд возник в середине февраля 1942 в Приморском райкоме ВЛКСМ, по инициативе комсомолок М. Прохоровой, П. Догадаевой, Н. Овсянниковой. В состав первого бытового отряда вошло около 80 девушек-работниц фабрики «Красное знамя», заводов «Вулкан» и «Красная Бавария», типографии «Печатный двор» и других предприятий Петроградской стороны. В памятке члена бытового отряда говорилось:

Тебе, бойцу комсомольского бытового отряда, поручается забота о повседневных бытовых нуждах тех, кто наиболее тяжело переносит лишения, связанные с вражеской блокадой. Забота о детях, женщинах, стариках — твой гражданский долг.— Непокоренный Ленинград. Глава 6. Голодная зима
Инициативу Приморского райкома поддержал Ленинградский горком комсомола, который обязал все райкомы комсомола создать бытовые отряды по оказанию помощи населению. В общей сложности по Ленинграду в бытовых отрядах постоянно работало около 1000 человек (главным образом девушек), а также привлекалось в каждом районе от 500 до 700 человек. Бойцы бытовых отрядов обходили квартиры ленинградцев, оказывая им необходимую помощь: убирали трупы умерших от голода, выявляли наиболее ослабевших, приносили им еду из столовых, воду, растапливали «буржуйки», стирали бельё, убирали квартиры. По инициативе комсомольцев в городе были созданы специальные магазины, где отоваривались карточки для больных. Кроме того, в каждом районе были созданы комсомольские столовые, откуда по карточкам больным на дом доставлялась приготовленная пища.
Решением Ленгорсовета бытовым отрядам были предоставлены широкие полномочия: они имели право переселять жильцов в более благоустроенные квартиры, направлять детей-сирот в детские дома, а также ходатайствовать об эвакуации.
За период зимы-весны 1942 года бытовые отряды оказали помощь 78 тысячам ленинградцев. Их деятельность была прекращена 1 июля 1942 года.